# Красная ракета
«Красная ракета» (англ. Red Rocket) — американский комедийно-драматический фильм 2021 года режиссёра Шона Бейкера с Саймоном Рексом и Сюзанной Сон в главных ролях. Премьера состоялась на 74-м Каннском кинофестивале. Фильм получил положительные отзывы критиков, был удостоен ряда премий.

## Сюжет
Порноактёр Майки Дэвис (работающий под псевдонимом Майки Сабля), разочаровавшись в профессии, решает вернуться в родной город Тексас-Сити, штат Техас. Он приезжает к своей бывшей жене Лекси, живущей с матерью, и те нехотя разрешают Майки остаться, но с условием, что он найдёт работу, будет помогать по дому и оплачивать аренду.
Устроиться на нормальную работу у Майки не получается, и он идёт к давней знакомой Леондрии, которая ведёт семейный бизнес по продаже наркотиков. Майки снова начинает интимные отношения с Лекси, параллельно знакомится с семнадцатилетней Рэйли (Клубничкой) — продавщицей в магазине пончиков. Девушка хороша в постели и красива, и Майки понимает, что её ждёт успех в порноиндустрии. Он уговаривает Клубничку бросить работу и поехать с ним в Лос-Анджелес, сниматься в порно.
Сосед Майки по имени Лонни становится его другом. Они часто разъезжают вместе на машине и посещают стриптиз-клубы. Во время одной из поездок друзья становятся виновниками крупной аварии. Майки уговаривает друга взять всю вину на себя, и Лонни сажают в тюрьму. После этого Майки решает немедленно уезжать. Лекси, узнав об этом, обращается к Леондрии, та отбирает у Майки все деньги и прогоняет его. Наутро униженный Майки подходит к дому Клубнички. Он представляет, как девушка выходит из дома в одном бикини, и улыбается сквозь слёзы.

## В ролях
- Саймон Рекс — Майки Дэвис (Майк-Сабля)
- Сюзанна Сон — Рэйли (Клубничка)
- Бри Элрод — Лекси Дэвис
- Итан Дарбоун — Лонни
- Бренда Дайсс — Лил
- Джуди Хилл — Леондрия

## Создание и оценки
Съёмки фильма начались в октябре 2020 года в Техасе. Главную роль получил Саймон Рекс, звезда франшизы «Очень страшное кино». Премьера «Красной ракеты» состоялась в мае 2021 года в Каннах в рамках основной программы, 10 декабря того же года картина вышла в ограниченный театральный прокат в США.
Фильм получил высокие оценки критиков. На сайте-агрегаторе отзывов Rotten Tomatoes его рейтинг составил 90 %. Российский критик Антон Долин охарактеризовал «Красную ракету» как «типичную независимую драмеди», высоко оценив игру Сюзанны Сон.
«Красная ракета» получила множество наград и номинаций на различных фестивалях. Саймон Рекс получил премию Ассоциации кинокритиков Лос-Анджелеса за лучшую мужскую роль и премию «Независимый дух» за лучшую мужскую роль.